# Big Stone City
Pour les articles homonymes, voir Big Stone.
Big Stone City est une ville américaine située dans le comté de Grant, dans l'État du Dakota du Sud.
La ville est fondée en 1880. Elle est d'abord connue sous le nom d'Inkpa City, en référence au chef amérindien Inkpaduta. Elle est renommée d'après le lac Big Stone, sur les rives duquel elle se situe. Le lac tire lui-même son nom des larges rochers sur ses rives.

## Démographie
Selon le recensement de 2010, elle compte 467 habitants. La municipalité s'étend sur 1,2 mille carré (3,11 km2).
| 1880 | 1890 | 1900 | 1910 | 1920 | 1930 |
| ---- | ---- | ---- | ---- | ---- | ---- |
| 376  | 471  | 590  | 551  | 630  | 617  |

| 1940 | 1950 | 1960 | 1970 | 1980 | 1990 |
| ---- | ---- | ---- | ---- | ---- | ---- |
| 681  | 829  | 718  | 631  | 672  | 669  |

| 2000 | 2010 | - | - | - | - |
| ---- | ---- | - | - | - | - |
| 605  | 467  | - | - | - | - |